# Mentzelia scabra
Mentzelia scabra ist eine Pflanzenart aus der Familie der Blumennesselgewächse (Loasaceae). Sie ist im westlichen bis nördlichen Südamerika beheimatet.

## Beschreibung
Mentzelia scabra ist ein reich verzweigter Halbstrauch oder Strauch der bis zu 2 Meter hoch wächst.
Die kurz gestielten Laubblätter sind gegen- bis wechselständig. Sie sind bis 15 Zentimeter lang, spitz bis zugespitzt, gelappt bis grob gesägt und eiförmig. Die Basis ist leicht herzförmig oder gestutzt bis spitz. Die ledrigen Blätter sind rau behaart.
Es werden einständige und lockere bis dichte, wenigblütige und lang verzweigte Thyrsen gebildet. Die gelben bis orange-gelben, kurz gestielten Blüten sind zwittrig mit doppelter Blütenhülle. Es sind relativ große Tragblätter ausgebildet. Es ist ein dicht rau behaarter Blütenbecher vorhanden. Die schmalen, außen rau behaarten Kelchzipfel sind bis 2 Zentimeter lang. Die bespitzten Petalen sind bis 3 Zentimeter lang. Es werden viele Staubblätter ausgebildet, die äußeren 10 sind meist deutlich länger als die inneren. Der einkammerige Fruchtknoten ist unterständig mit schlankem Griffel und dreiteiliger Narbe. Es sind keine Nektarien vorhanden.
Es werden kleine und wenigsamige, mehr oder weniger lang rau behaarte, bis 1,7 Zentimeter lange, dreiklappige Kapselfrüchte mit beständigem Kelch gebildet.

## Taxonomie
Mentzelia scabra wurde 1823 von Karl Sigismund Kunth erstbeschrieben.
Es werden sechs Unterarten unterschieden:
- Mentzelia scabra subsp. atacamensis (Urb. & Gilg) Weigend: Aus Chile, kleine Halbsträucher mit kleineren Blüten und relativ wenigen, gleich langen Staubblättern sowie kleinen Blättern und Früchten. Bis auf über 1000 Meter Höhe.
- Mentzelia scabra subsp. boliviana Weigend: Aus Bolivien, ein kleiner Strauch oder Zwergstrauch mit langhaarigen, großen Früchten, und großen Blättern, bis auf 3200 Meter Höhe.
- Mentzelia scabra subsp. chilensis (Gay) Weigend: Aus Chile, Bolivien, Peru und Ecuador sowie Venezuela. Sträucher oder Halbsträucher mit mittelgroßen Blüten und Blättern, aus 800–1200 Meter Höhe.
- Mentzelia scabra subsp. cordobensis (Urb. & Gilg ex Kurtz) Weigend: Aus Argentinien, kleine Halbsträucher mit kleineren Blüten und Blättern. Bis auf über 2000 Meter Höhe.
- Mentzelia scabra subsp. grandiflora (Ruiz & Pav. ex G.Don) Weigend (Syn.Mentzelia cordifolia): Aus Peru, kleine Halbsträucher in tiefen Lagen, mit großen Blüten und kleinen Blättern und Früchten.
- Mentzelia scabra subsp. scabra Kunth: Aus Peru und Kolumbien, Sträucher mit großen Blüten und vielen Staubblättern und großen Blättern. In den Anden auf etwa 2000 Meter Höhe.

## Verbreitung
Mentzelia scabra kommt im mittleren bis nördlichen Chile, nordwestlichen und -östlichen Argentinien, Bolivien bis nach Peru, Ecuador und nach Venezuela, Kolumbien vor. Sie kommt bis in eine Höhe von etwa 3200 Metern vor.

## Traditionelle Verwendung
In der traditionellen peruanischen Medizin werden Unterarten von Mentzelia scabra sowie Mentzelia anguarte (oft als Mentzelia cordifolia), lokal als Anguraté bekannt, zur Behandlung von Magen- und Darmbeschwerden eingesetzt. Die getrockneten Pflanzenteile werden als Tee zubereitet, dem entzündungshemmende und krampflösende Eigenschaften zugeschrieben werden.